# دی‌متیل ترفتالات
دیمتیل ترفتالات  (به انگلیسی: Dimethyl terephthalate) یک ترکیب شیمیایی با شناسه پاب‌کم ۸۴۴۱ است. شکل ظاهری این ترکیب، جامد سفید است.